# 橫濱大空襲

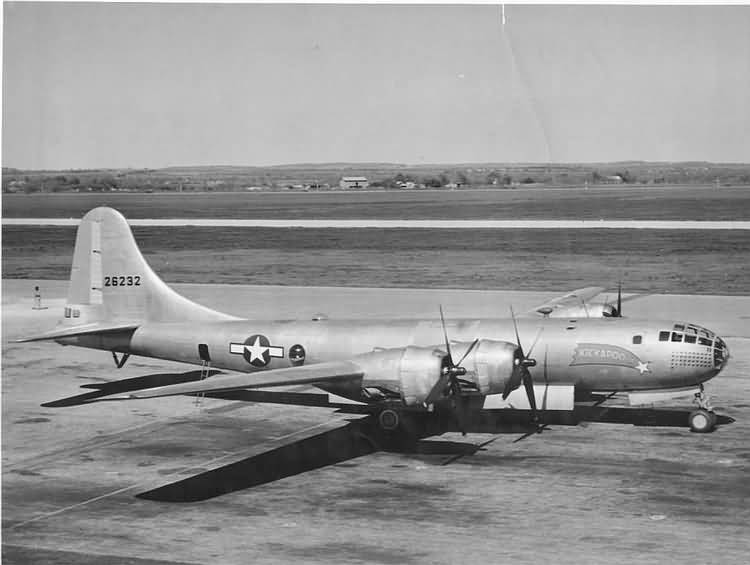
空襲橫濱的B-29轟炸機

橫濱大空襲 （英語：Bombing of Yokohama）是指在1945年5月29日白天由美軍所策畫的一場針對橫濱市市區的地毯式轟炸。共有517架的B-29轟炸機和101架的P-51戰鬥機對橫濱市進行了空襲，在這次空襲中導致了8,000－10,000人喪生。

## 經過
由於當時美軍希望瞭解在受到燃燒彈的空襲後，混合了住宅、商業與工業等土地使用分區的區域所發生的火災會持續燃燒多久，因此這次空襲是美軍為了進行實驗而刻意規劃。在戰後解密美軍的資料後發現，美軍在進行空襲前詳細地調查了橫濱市內易燃的木造建築的分布位置，並使用燃燒彈刻意對這些建築進行投彈。這次空襲和大阪大空襲、東京大空襲和高雄大空襲等其他針對日本領土的空襲相同，從頭到尾都是針對一般平民（非軍人）的空襲。
美軍以東神奈川站、平沼橋、橫濱市政府、日枝神社和大鳥國小五個地方為攻擊目標，而受到空襲最嚴重的區域為現在的神奈川區反町、保土谷區星川町和南區真金町。
其中星川町受到空襲的原因是因為町境內有服裝工廠。而橫濱市立大鳥國小在這次空襲中未完全燒毀，並在第二次世界大戰結束時成為了治療自殺未遂的前日本首相東條英機的醫院。
在京濱急行電鐵黃金町站周圍一層又一層地堆滿了大量遭燒死的屍體，這些屍體原本是搭乘京急本線的旅客，這些旅客在發布空襲警報後下車避難時遭遇空襲而身亡。而同線的平沼站雖然在空襲前一年已經廢站，但仍因受到空襲而嚴重毀壞，站體的鋼骨結構依然作為電車的架線柱使用到1999年。
因為這場空襲發生於白天，因此第三〇二海軍航空隊（駐守於厚木海軍機場）的零式戰鬥機與雷電和第十飛行師團的二式複座戰鬥機與二式單座戰鬥機在高射第1師団 (日本軍)的協助下擊墜了7架B-29，並造成了175架B-29的損傷。

## 外部連結
- 川崎・橫濱大空襲的紀錄 (失效連結)
- 親子一起探尋橫濱大空襲 （页面存档备份，存于）
- 横濱大空襲和川崎大空襲的紀念設施在哪裡? （页面存档备份，存于）